# Bakterien permeabilisierendes Protein
Das bakterien-permeabilisierende Protein (BPIP, von engl. Bactericidal/Permeability Increasing Protein; Gen-Name: BPI) ist ein Lipid-bindendes und porenbildendes Protein in Säugetieren. Es ist ein wichtiger Teil der angeborenen Immunantwort auf gramnegative Bakterien. Neben der bakterientötenden Funktion liefert BPIP zum einen einen wichtigen Beitrag bei der hochsensitiven Erkennung gramnegativer Bakterien, zum anderen kann es durch die Neutralisation von Lipopolysaccharid die Ausbildung eines septischen Schocks durch eine überschießende Immunantwort verhindern. BPIP wird in den Granulae polymorphonukleärer Leukozyten gebildet und ausgeschüttet.
Humanes BPI (huBPI) ist ein ca. 55 kDa großes Glycoprotein, welches ursprünglich aus den azurophilen Granula humaner Neutrophilen isoliert werden konnte.